# ليدي كيتي سبنسر
ليدي كيتي سبنسر (بالإنجليزية: Lady Kitty Spencer) هي عارضة بريطانية، ولدت في 28 ديسمبر 1990 في إنجلترا في المملكة المتحدة.

## وصلات خارجية
- ليدي كيتي سبنسر على موقع IMDb (الإنجليزية)